# Llueve luz
Llueve luz es el nombre del quinto álbum de estudio del cantante mexicano Benny Ibarra, Fue lanzado al mercado por Warner Music México el 21 de octubre de 2003, grabado en estudios de España, Estados Unidos, México y Reino Unido. Cuenta con la participación de Miguel Bosé en el sencillo Si puedo volverte a ver.

## Lista de canciones
| N.º | Título                                      | Letras                 | Música                 | Duración |  |
| 1.  | «Todo es amor»                              | Benny                  | Memo Méndez Guiú Benny | 3:58     |  |
| 2.  | «Llueve luz»                                | Paulyna Carraz         | Memo Méndez Guiú Benny | 3:58     |  |
| 3.  | «Te extraño»                                | Ruy García             | Vico Gutiérrez         | 3:41     |  |
| 4.  | «Realidad»                                  | Gerardo Garza "Chetes" | Chetes                 | 3:34     |  |
| 5.  | «Vives en mí»                               | Paulyna Carraz         | Memo Méndez Guiú       | 4:16     |  |
| 6.  | «La espera»                                 | Paulyna Carraz         | Memo Méndez Guiú       | 4:14     |  |
| 7.  | «Hoy»                                       | Ruy García             | Vico Gutiérrez         | 4:31     |  |
| 8.  | «Ángeles»                                   | Miah Méndez            | Memo Méndez Guiú       | 3:24     |  |
| 9.  | «Tiempo»                                    | Paulyna Carraz         | Billy "Emil" Méndez    | 3:30     |  |
| 10. | «En bien y en mal»                          | Paulyna Carraz         | Memo Méndez Guiú       | 4:06     |  |
| 11. | «Si puedo volverte a ver» (Con Miguel Bosé) | Peter Walsh            | Benny                  | 5:35     |  |